# La Croix-aux-Bois
La Croix-aux-Bois ist eine französische Gemeinde mit 160 Einwohnern (Stand 1. Januar 2022) im Département Ardennes in der Region Grand Est. Sie gehört zum Arrondissement Vouziers, zum Kanton Vouziers und zum Gemeindeverband Argonne Ardennaise.

## Geografie
Umgeben wird La Croix-aux-Bois von den Nachbargemeinden Ballay im Norden, Boult-aux-Bois im Osten, Longwé im Süden, Falaise im Südwesten sowie Vouziers im Westen.

## Bevölkerungsentwicklung
| Jahr                       | 1962 | 1968 | 1975 | 1982 | 1990 | 1999 | 2007 | 2018 |
| Einwohner                  | 171  | 141  | 150  | 140  | 159  | 137  | 119  | 149  |
| Quellen: Cassini und INSEE |      |      |      |      |      |      |      |      |

## Sehenswürdigkeiten

Kirche Sainte-Croix

- Kirche Sainte-Croix